# Alberto Zorrilla
Alberto Zorrilla (n. 6 aprilie 1906, Rosario, Provincia Santa Fe, Argentina – d. 23 aprilie 1986, Miami, Florida, SUA) a fost un înotător argentinian, medaliat olimpic. A participat la 2 ediții ale Jocurilor Olimpice (1924, 1928) în care a câștigat o medalie de aur.